# Curriea fittoni
Curriea fittoni är en stekelart som beskrevs av Falco 2000. Curriea fittoni ingår i släktet Curriea och familjen bracksteklar. Inga underarter finns listade i Catalogue of Life.